# Piper pustulatum
Piper pustulatum är en pepparväxtart som beskrevs av Truman George Yuncker. Piper pustulatum ingår i släktet Piper och familjen pepparväxter. Inga underarter finns listade i Catalogue of Life.